# Ludwig Eberle

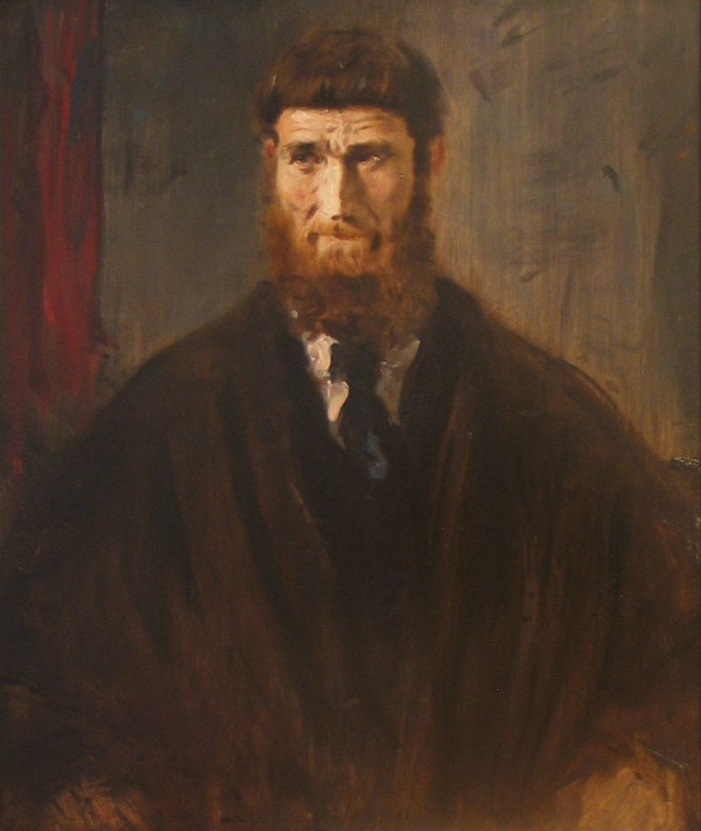
Ludwig Eberle, gemalt von Leo Samberger

Ludwig Eberle (* 14. August 1883 in Grönenbach, Bezirksamt Memmingen; † 31. Oktober 1956 ebenda) war ein deutscher Bildhauer, Medailleur, Maler und Grafiker. Er war Ehrenbürger von Bad Grönenbach.

## Leben

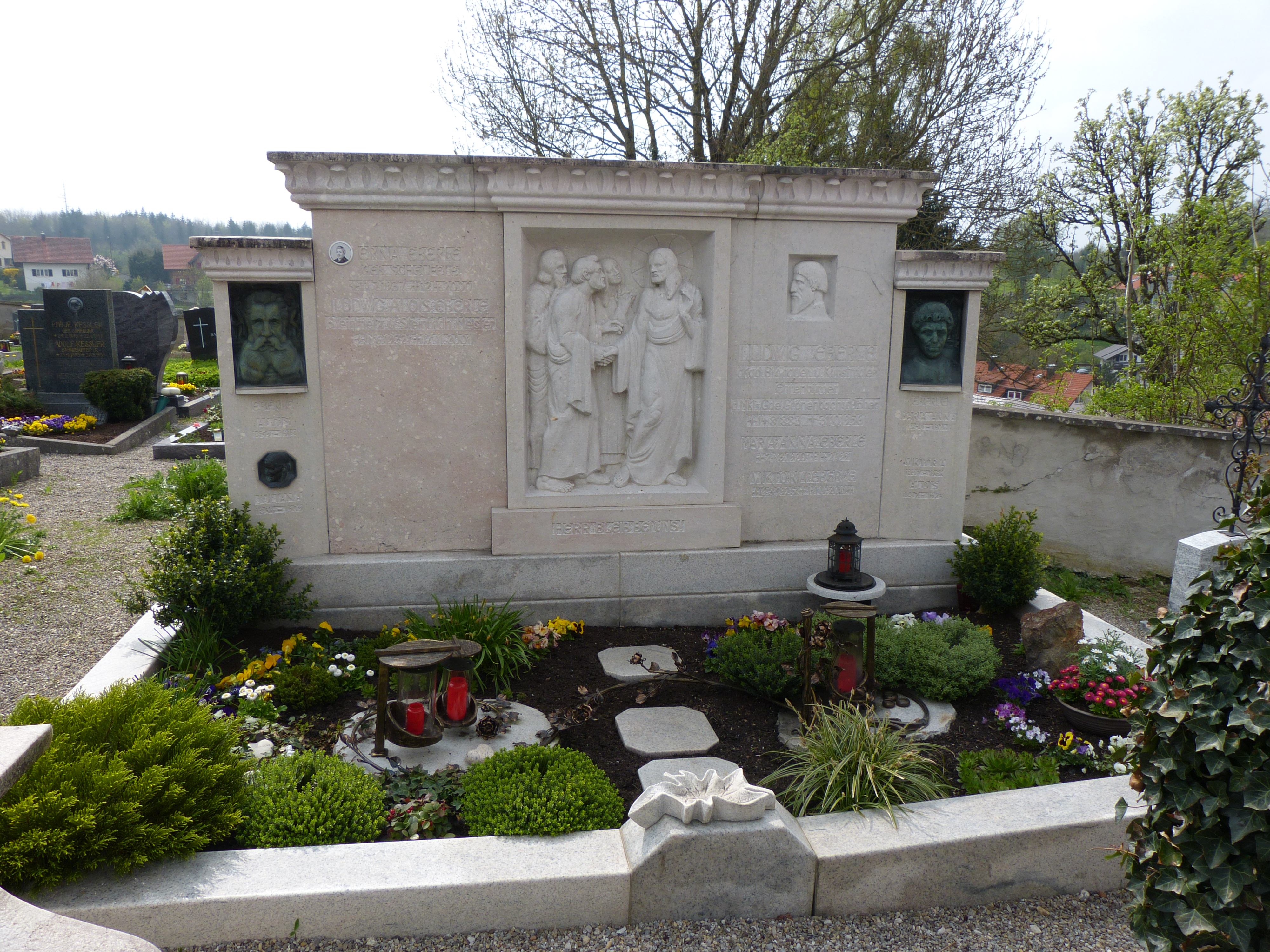
Grab von Ludwig Eberle auf dem Friedhof der Stiftskirche St. Philipp und Jakob in Bad Grönenbach

Ludwig Eberle wurde als Sohn eines Steinmetzes im oberschwäbischen Grönenbach geboren und absolvierte von 1896 bis 1899 eine Lehre als Steinmetz. Es folgte von 1900 bis 1906 ein Studium an der Königlichen Kunstgewerbeschule München unter Heinrich Waderé und Anton Pruska. Von 1906 bis 1914 studierte er bei den Professoren Erwin Kurz, Adolf von Hildebrand und Hermann Hahn an der Akademie der Bildenden Künste München. Im Ersten Weltkrieg meldete Eberle sich freiwillig zum Kriegsdienst.
Seine Büsten und Fresken zeichnen sich vor allem durch ihre Nüchternheit und Sachlichkeit einer ansonsten neohistoristischen Stilhaltung aus.
Eberles Heimatort Bad Grönenbach verlieh ihm am 18. Mai 1923 die Ehrenbürgerwürde.

## Werke
Ludwig Eberles Werke haben sich vor allem in Bayerisch-Schwaben erhalten.
In seinem Geburtsort Bad Grönenbach befindet sich am Rathaus ein Fresko mit der Darstellung Kaiser Friedrichs III., wie dieser dem Ort das Marktrecht verleiht. Für Kempten schuf Eberle den Stier Roman bei der Allgäuhalle als Denkmal für die einheimische Tierzucht sowie die Büste König Ludwigs II. von Bayern im König-Ludwig-Denkmal. In der Kemptener Keckkapelle frischte er den spätmittelalterlichen Freskenzyklus im Chor auf. In Mittelberg im Kleinwalsertal malte er im Kinderheim ein Fresko, ebenso in der Roßhauptener St.-Andreas-Kirche. Eberle schuf Kriegerdenkmäler für Attenhausen (1922), Böhen (1924), Bad Grönenbach (1924), Ottobeuren und Solnhofen.